# Нерсес I Великий
Нерсес І Вели́кий (335—373) — католикос Вірменської апостольської церкви протягом 353 — 373 років. Походить із роду Святого Григорія Просвітителя.
Один із отців вірменської церкви.